# 格奥尔基·安德里耶夫
格奥尔基·安德里耶夫（羅馬尼亞語：Gheorghe Andriev，1968年4月15日—），罗马尼亚男子皮划艇运动员。他曾代表罗马尼亚参加1988年、1992年和1996年夏季奥林匹克运动会皮划艇比赛，获得一枚铜牌。